# Hubertus Ingenhuys
Hubertus Ingenhuys (Venlo, ca. 1570 - Nieukerk (Duitsland), ca. 1657) was wijnhandelaar, gildemeester van het handelaarsgilde en had vele bestuursfuncties in Venlo. Hij woonde aan de Oude Markt te Venlo.
De functies waren, rentmeester (1605), kerkmeester (1606), raadsverwant (1624-1626), schepen (vanaf 1626), peijburgemeester (financieel beheerder) in 1607 en 1625, regerend burgemeester in 1628, 1634 (1 januari - 1 april) en weer in 1637 (vanaf 26 augustus). Deze laatste functie is onderbroken geweest omdat Venlo van 1634-1637 door Frederik Hendrik veroverd was, waarbij hij in 1634 met enige mede-regenten blootshoofds, blootsvoets met een pij en ketting aan de voet met de bal in zijn handen (omdat de stad weerstand had geboden) de sleutel van de stad aan hem als overgavesymbool overhandigde. Na verovering van de stad in 1637 door de kardinaal-infant Ferdinand van Spanje werd het oude bestuur weer in functie hersteld. Hij bleef ook schepen tot 1640. In 1652 nam hij wegens ouderdom en blindheid ontslag als administrateur van de Judocus Puteanus Stichting op het altaar in de Sint-Martinuskerk.
Hij kwam uit een typische regentenfamilie (die zich ook noemde Van Ruweel genaamd Ingen Huys), want ook zijn vader Johan Ingenhuys en grootvader (Johan sr.) waren (peij)burgemeester in Venlo geweest en hij trouwde drie keer, met respectievelijk Margaretha van Lom, Elisabeth van Holt en Margaretha Rutten. Hij zegelde in blauw met een zilveren lelie.